# Російський ведмідь
Російський ведмідь (англ. Russian Bear) — уособлення Росії, «атрибут російської держави й субститут її верховного правителя».
Зустрічається на перших географічних картах Російської держави. На «Морській карті», складеній і з позначкою-коментарем шведського священика Олауса Магнуса (Olaus Magnus; 1490—1557) в 1539 році, ведмідь — маркер Російської держави.

## Ведмідь як символ Росії
Однак особливе ставлення до ведмедя предків, збереження пережитків тотемізму, зображення ведмедя на гербах, збереження в казках, прикмети не були головною причиною становлення образу ведмедя як символу Росії. Велику роль, на думку дослідників (наприклад, Д. Г. Хрустальова), в цьому зіграв Захід.

Вважається, що першими творами іноземця, в яких присутні записи про ведмедя в Росії, стали «Записки про московитські справи» барона Зигмунда Герберштайна (1486—1566). Записи про зиму 1526 року тут, можливо, перебільшені, але мають реальні підстави. Він пише:
«… ведмеді, підбурювані голодом, залишали ліси, бігали всюди по сусідніх селах і вривалися в будинки; при баченні їх натовп поселян тікав від їх нападу і через холод гинув поза оселею, жалюгідною смертю».
В результаті поява ведмедів взимку в селах (містах) стало сприйматися як подія регулярна і цілком притаманна для Росії в цілому.
Вже невдовзі дресирувальники, які влаштовували в європейських містах традиційні вистави з ведмедями, задля реклами призвичаїлися розповідати, що їхні тварини — «ті самі» звірі з Московії, про яких розповідали відважні мандрівники. З часом, щоправда, поповзли чутки, що вони насправді є перевдягнення московськими шпигунами, а медведі їм потрібні лише для «легендування». За лічені десятиріччя образ набув сталих рис. Про «rugged Russian bear» згадував у «Макбеті» Вільям Шекспір.

Поняття «Muscovy Bear» (Московитський Ведмідь) існувало і у XVIII столітті, коли Московії вже не існувало. Muscovy Bear — це своєрідний бренд в Англії кінця XVII — початку XVIII ст. За твердженням Д. Хрустальова: 
«Демонструючи на ярмарку кровожерливе кошлате чудовисько, глядачеві стверджували, що це справжній — „московитський“ — ведмідь. В Англії це перетворилося в стійку традицію, яка у XVIII фіксується в пресі як рекламний слоган».
Олаус Магнус в трактаті «Історія північних народів» («Historia de Gentibus Septentrionalibus») вставляє сюжет про ведмежих поводирів, пов'язаних з російськими та литвинами:
«росіяни й литовці, хоробрі та войовничі народи, найближчі сусіди шведів і готів на Сході, знаходять особливе задоволення, маючи диких звірів, яких приручають так, що вони сліпо коряться їх найменшому знаку».

## Галерея

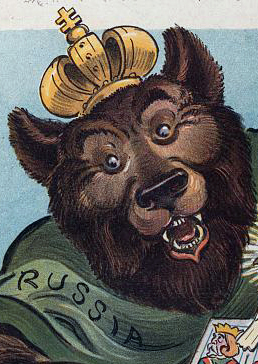
Обкладинка американського журналу Puck (20 січня 1904)
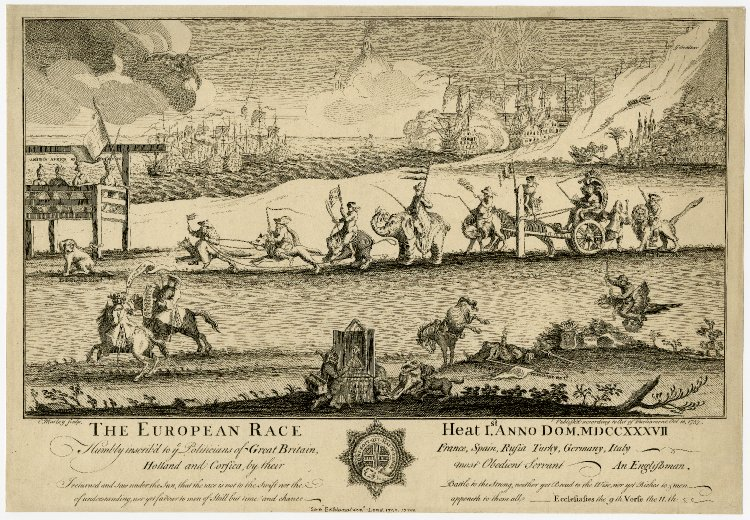
«Европейская гонка». 1737 г.
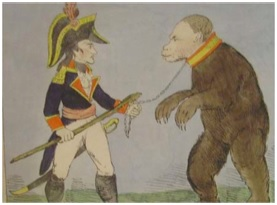
Неизвестный гравер (изд. Уильям Холланд). Безумный Павел. 1801 г.  Раскарашенный офорт. Библиотека Брауновского университета
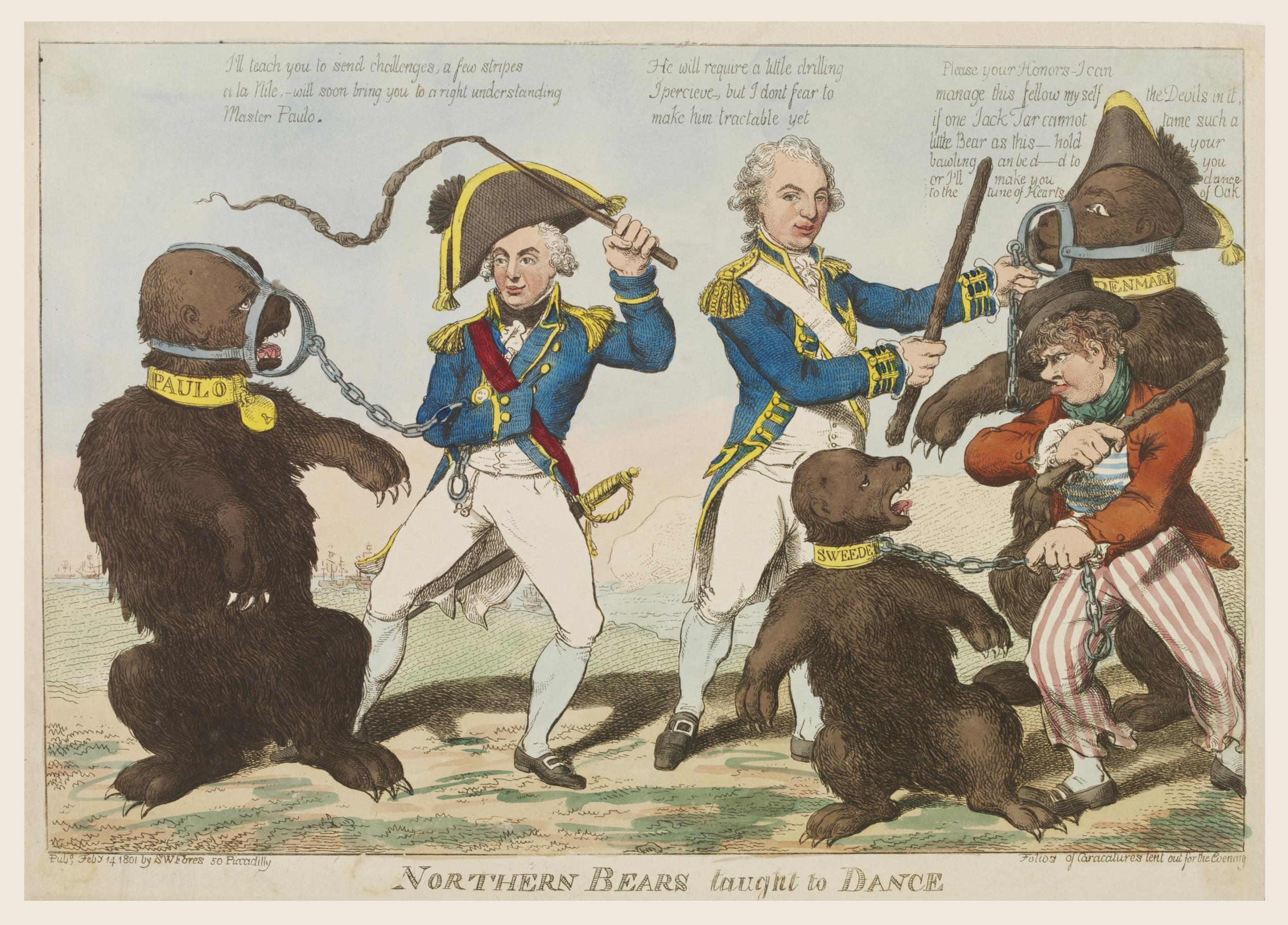
Чарльз Уильямс. Северных медведей учат танцевать. 1801 г. Раскрашенный офорт.
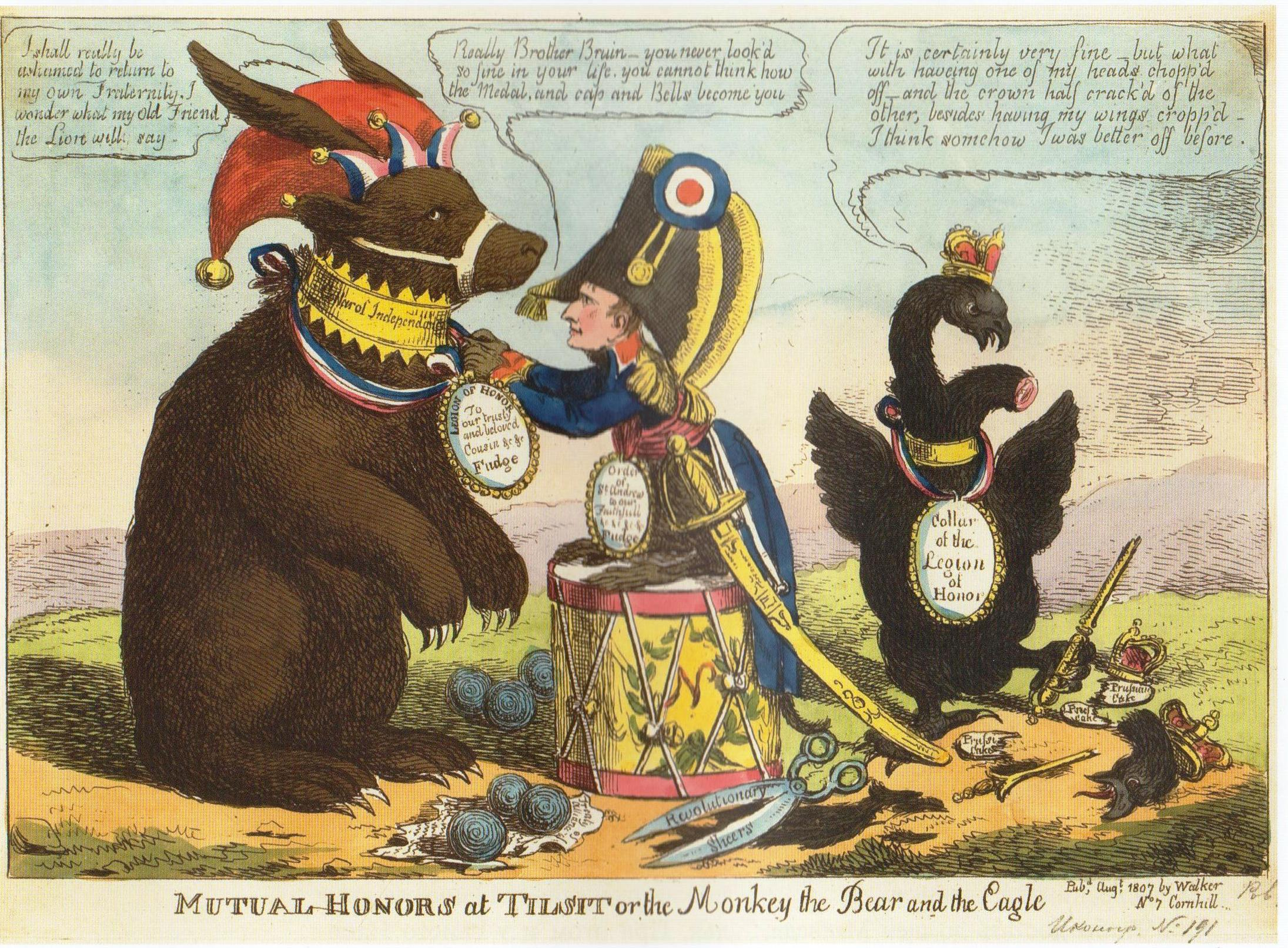
Чарльз Уильямс. Взаимные почести в Тильзите, или обезьяна, медведь и орёл. 1807 г. Раскрашенный офорт
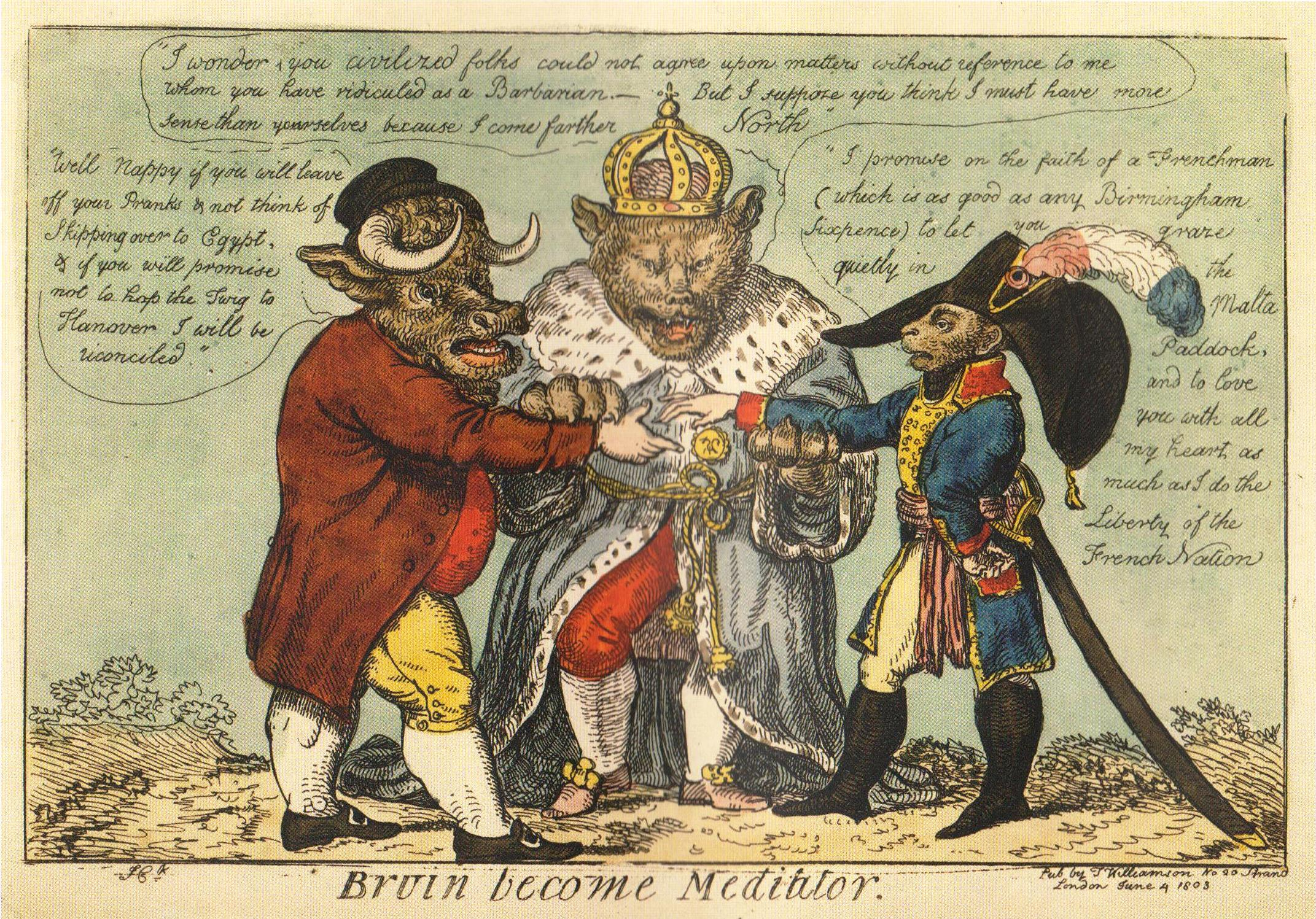
Исаак Круншенк. Медведь становится посредником. 1803 г. Раскрашенный офорт.
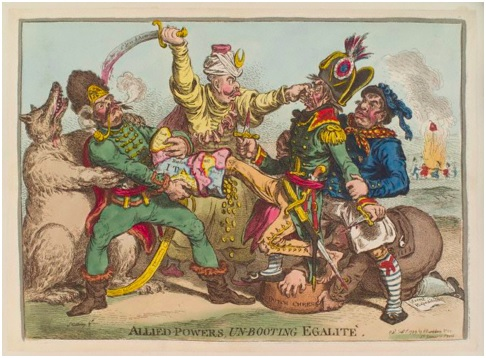
Джеймс Гиллрей. Союзные державы разувают Эгалите. 1799 г. Раскрашенный офорт.